# Fatma Pesend

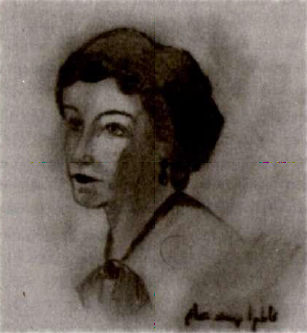
Fatma Pesend (Zeichnung)

Prinzessin Fatma Pesend Achba-Anchabadze (* 17. April 1876 in Istanbul; † 5. November 1924 ebenda) war die 11. Gemahlin von Sultan Abdülhamid II.

## Leben
Mit vollem Namen hieß sie Fatma Kadriye Pesend, doch sie wurde nur liebevoll Pesend genannt. Pesend kam am 17. April 1876 im Achba Palais in Istanbul zur Welt. Ihr Vater, Fürst Sami Halid Achba-Anchabadze, gehörte einem alten abchasischen Fürstengeschlecht an. Auch ihre Mutter, die Fürstin Fatima Ismailewna Mamleewa, entstammte einer alten tatarischen Hochadelsfamilie, deren Vorfahren einst der Goldenen Horde angehörten.
Früh wurde Fatma Pesend mit der Kunst in Berührung gebracht, weshalb sie auch schon im Alter von sieben Jahren zu malen und zeichnen begann. Abgesehen davon hatte sie eine Vorliebe fürs Reiten. Doch bevor ihr Vater sie nach Europa für intensivere Studien zu Verwandten schicken konnte, lernte sie bei einer Hofgesellschaft den Sultan kennen und lieben.
Obwohl Sultan Abdülhamid II. 34 Jahre älter war als Pesend, willigte sie gegen den Willen ihrer Eltern in den Heiratsantrag des Sultans ein. Pesend sollte die 11. Gattin des Herrschers werden, doch das schien sie nicht weiter zu stören. Am 20. Juli 1896 fand die Hochzeit im Yıldız-Palast statt. Am Tag ihrer Hochzeit erhielt Pesend den Titel einer osmanischen Sultansgattin und Großfürstin.
Ein Jahr nach ihrer Vermählung gebar sie eine Tochter, die aber nur acht Monate lebte. Sultan Abdülhamid II. trauerte lange um seine Tochter und ließ anlässlich ihrer unheilbaren Krankheit das zweite Kinderkrankenhaus im Osmanischen Reich bauen, das erste was das von Max Sandreczky 1872 gegründete Kinderhospital Marienstift in Jerusalem, das Friedrich Franz II. von Mecklenburg-Schwerin finanzierte. Prinzessin Pesend wurde kurz nach der Fertigstellung des Krankenhauses mit dessen Leitung beauftragt. Bis zur Absetzung von Sultan Abdülhamid II. im Jahre 1909 durch die Jungtürken wurde das Krankenhaus unter der Aufsicht der Großfürstin Pesend geführt.
Anfang 1900 verehelichte sich Abdülhamid mit der blutjungen Behice Maan, die aus dem Adelshaus Maan stammte.
Großfürstin Pesend begleitete ihren Mann 1909 nach Saloniki ins Exil, wo sie es aber nur ein Jahr aushielt und nach Istanbul zurückkehrte. Von da an führte sie ein einsames Leben. In den Briefen an ihre Schwester Prinzessin Refhan Achba-Anchabadze berichtet sie detailliert über all das Unglück, das ihr widerfahren war.
Als 1918 ihr Gatte, der Ex-Sultan Abdülhamid, im Beylerbeyi-Palast starb, ergrauten ihre langen gelockten blonden Haare. 
Während der Besetzung Istanbuls durch die Alliierten Mächte in den Jahren 1920 bis 1922 bewahrte sich Großfürstin Pesend ihr Ansehen. Erst als die Türkische Republik 1923 ausgerufen wurde, drohte man ihr, wie der restlichen Sultansfamilie auch, sie ins Exil zu schicken. Doch da sie schon damals schwer erkrankt, vermutlich an Tuberkulose, und verwitwet war, bekam sie Aufschub. Lange überlebte sie die Vertreibung der Herrscherfamilie nicht, sie starb am 5. November 1924 in ihrer Villa zu Vanıköy in Istanbul.
Großfürstin Pesend wurde auf Wunsch ihrer Geschwister auf dem Karacaahmed-Friedhof neben ihrer Mutter beigesetzt.